# Synchlora rubivoraria
Synchlora rubivoraria är en fjärilsart som beskrevs av Alpheus Spring Packard 1876. Synchlora rubivoraria ingår i släktet Synchlora och familjen mätare. Inga underarter finns listade i Catalogue of Life.